# Puchar Europy w narciarstwie alpejskim mężczyzn 2019/2020
Puchar Europy w narciarstwie alpejskim mężczyzn w sezonie 2019/2020 – 49. edycja tego cyklu. Pierwsze zawody odbyły się 29 listopada 2019 roku w szwedzkim Funäsdalen, a ostatnie rozegrano 29 lutego 2020 roku w norweskim Kvitfjell. 
Tytułów w poszczególnych klasyfikacjach bronili:
- generalna:  Simon Maurberger
- zjazd:  Nils Mani
- slalom:  Istok Rodeš
- gigant:  Lucas Braathen
- supergigant:  Roy Piccard
- superkombinacja:  Sam Alphand

## Podium zawodów
| Lp. | Data              | Miejscowość    | Konkurencja       | 1. Miejsce             | 2. Miejsce             | 3. Miejsce             |
| --- | ----------------- | -------------- | ----------------- | ---------------------- | ---------------------- | ---------------------- |
| 1.  | 29 listopada 2019 | Funäsdalen     | Slalom            | Linus Straßer          | Istok Rodeš            | Kristoffer Jakobsen    |
| 2.  | 30 listopada 2019 | Funäsdalen     | Slalom            | Tommaso Sala           | Lucas Braathen         | Linus Straßer          |
| 3.  | 2 grudnia 2019    | Trysil         | Gigant            | Fabian Wilkens Solheim | Atle Lie McGrath       | Daniele Sette          |
| 4.  | 3 grudnia 2019    | Trysil         | Gigant            | Fabian Wilkens Solheim | Tommaso Sala           | Roberto Nani           |
| 5.  | 9 grudnia 2019    | Santa Caterina | Kombinacja        | Robin Buffet           | Florian Loriot         | Tobias Hedström        |
| 6.  | 10 grudnia 2019   | Santa Caterina | Supergigant       | Ralph Weber            | Niklas Köck            | Nils Alphand           |
| 7.  | 12 grudnia 2019   | Zinal          | Supergigant       | Niklas Köck            | Stefan Babinsky        | Alexander Prast        |
| 8.  | 12 grudnia 2019   | Zinal          | Supergigant       | Alexander Prast        | Urs Kryenbühl          | Arnaud Boisset         |
| 9.  | 16 grudnia 2019   | Val di Fassa   | Slalom            | Tommaso Sala           | Jonathan Nordbotten    | Atle Lie McGrath       |
| 10. | 18 grudnia 2019   | Obereggen      | Slalom            | Odwołano               | Odwołano               | Odwołano               |
| 11. | 21 grudnia 2019   | Kronplatz      | Slalom równoległy | Pirmin Hacker          | Adrian Meisen          | Thomas Dorner          |
| 12. | 5 stycznia 2020   | Vaujany        | Slalom            | Anton Tremmel          | Sebastian Holzmann     | Julian Rauchfuss       |
| 13. | 6 stycznia 2020   | Vaujany        | Slalom            | Federico Liberatore    | Atle Lie McGrath       | Julian Rauchfuss       |
| 14. | 10 stycznia 2020  | Wengen         | Zjazd             | Stefan Rogentin        | Valentin Giraud Moine  | Ralph Weber            |
| 15. | 11 stycznia 2020  | Wengen         | Zjazd             | Davide Cazzaniga       | Henri Battilani        | Ralph Weber            |
| 16. | 18 stycznia 2020  | Kirchberg      | Gigant            | Stefan Brennsteiner    | Patrick Feurstein      | Stefan Luitz           |
| 17. | 21 stycznia 2020  | Kirchberg      | Gigant            | Giovanni Borsotti      | Stefan Brennsteiner    | Aleksandr Andrienko    |
| 18. | 24 stycznia 2020  | Orcières       | Zjazd             | Niklas Köck            | Daniel Hemetsberger    | Valentin Giraud Moine  |
| 19. | 25 stycznia 2020  | Orcières       | Zjazd             | Nils Alphand           | Cedric Ochsner         | Niklas Köck            |
| 20. | 26 stycznia 2020  | Orcières       | Supergigant       | Odwołano               | Odwołano               | Odwołano               |
| 21. | 28 stycznia 2020  | Méribel        | Gigant            | Patrick Feurstein      | Fabian Wilkens Solheim | Léo Anguenot           |
| 22. | 29 stycznia 2020  | Méribel        | Gigant            | Patrick Feurstein      | Atle Lie McGrath       | Thomas Dorner          |
| 23. | 31 stycznia 2020  | Jaun           | Slalom            | Sebastian Holzmann     | Marc Rochat            | Adrian Pertl           |
| 24. | 1 lutego 2020     | Jaun           | Slalom            | Adrian Pertl           | Atle Lie McGrath       | Federico Liberatore    |
| 25. | 8 lutego 2020     | Berchtesgaden  | Gigant            | Roberto Nani           | Raphael Haaser         | Patrick Haugen Veisten |
| 26. | 9 lutego 2020     | Berchtesgaden  | Slalom            | Federico Liberatore    | Atle Lie McGrath       | Julian Rauchfuss       |
| 27. | 10 lutego 2020    | Berchtesgaden  | Slalom            | Odwołano               | Odwołano               | Odwołano               |
| 28. | 12 lutego 2020    | Sella Nevea    | Supergigant       | Raphael Haaser         | Atle Lie McGrath       | Alexander Prast        |
| 29. | 13 lutego 2020    | Sella Nevea    | Supergigant       | Mathieu Faivre         | Raphael Haaser         | Guglielmo Bosca        |
| 30. | 14 lutego 2020    | Sella Nevea    | Superkombinacja   | Atle Lie McGrath       | Giovanni Franzioni     | Luca Aerni             |
| 31. | 14 lutego 2020    | Sella Nevea    | Supergigant       | Raphael Haaser         | Atle Lie McGrath       | Stefan Rieser          |
| 32. | 20 lutego 2020    | Jasná          | Gigant            | Atle Lie McGrath       | Bastian Meisen         | Roberto Nani           |
| 33. | 21 lutego 2020    | Jasná          | Gigant            | Odwołano               | Odwołano               | Odwołano               |
| 34. | 28 lutego 2020    | Kvitfjell      | Zjazd             | Valentin Giraud Moine  | Jared Goldberg         | Ken Caillot            |
| 35. | 29 lutego 2020    | Kvitfjell      | Zjazd             | Jared Goldberg         | Alexander Köll         | Stefan Rieser          |
| 36. | 18 marca 2020     | Saalbach       | Supergigant       | Odwołano               | Odwołano               | Odwołano               |
| 37. | 21 marca 2020     | Reiteralm      | Gigant            | Odwołano               | Odwołano               | Odwołano               |
| 38. | 22 marca 2020     | Reiteralm      | Slalom            | Odwołano               | Odwołano               | Odwołano               |

## Klasyfikacje
| Lp. | Zawodnik            | Punkty |
| --- | ------------------- | ------ |
| 1.  | Atle Lie McGrath    | 1081   |
| 2.  | Raphael Haaser      | 648    |
| 3.  | Niklas Köck         | 523    |
| 4.  | Alexander Prast     | 475    |
| 5.  | Sebastian Holzmann  | 404    |
| 6.  | Julian Rauchfuss    | 402    |
| 7.  | Roberto Nani        | 401    |
| 8.  | Federico Liberatore | 351    |
| 9.  | Patrick Feurstein   | 348    |
| 10. | Tommaso Sala        | 336    |

| Lp. | Zawodnik              | Punkty |
| --- | --------------------- | ------ |
| 1.  | Valentin Giraud Moine | 315    |
| 2.  | Niklas Köck           | 260    |
| 3.  | Daniel Hemetsberger   | 226    |
| 4.  | Nils Alphand          | 213    |
| 5.  | Davide Cazzaniga      | 210    |
| 6.  | Cedric Ochsner        | 207    |
| 7.  | Ken Caillot           | 198    |
| 8.  | Jared Goldberg        | 180    |
| 9.  | Alexander Prast       | 151    |
| 10. | Lars Rösti            | 130    |

| Lp. | Zawodnik               | Punkty |
| --- | ---------------------- | ------ |
| 1.  | Raphael Haaser         | 373    |
| 2.  | Alexander Prast        | 321    |
| 3.  | Niklas Köck            | 244    |
| 4.  | Atle Lie McGrath       | 196    |
| 5.  | Ralph Weber            | 165    |
| 6.  | Mathieu Faivre         | 145    |
| 7.  | Guglielmo Bosca        | 142    |
| 8.  | Maximilian Lahnsteiner | 132    |
| 9.  | Stefan Babinsky        | 130    |
| 10. | Manuel Traninger       | 126    |

| Lp. | Zawodnik               | Punkty |
| --- | ---------------------- | ------ |
| 1.  | Atle Lie McGrath       | 427    |
| 2.  | Roberto Nani           | 401    |
| 3.  | Patrick Feurstein      | 348    |
| 4.  | Fabian Wilkens Solheim | 290    |
| 5.  | Bastian Meisen         | 244    |
| 6.  | Daniele Sette          | 232    |
| 7.  | Stefan Brennsteiner    | 200    |
| 8.  | Sandro Jenal           | 194    |
| 9.  | Giovanni Borsotti      | 192    |
| 10. | Marcus Monsen          | 177    |

| Lp. | Zawodnik            | Punkty |
| --- | ------------------- | ------ |
| 1.  | Sebastian Holzmann  | 404    |
| 2.  | Atle Lie McGrath    | 358    |
| 3.  | Federico Liberatore | 351    |
| 4.  | Marc Rochat         | 264    |
| 5.  | Anton Tremmel       | 257    |
| 5.  | Julian Rauchfuss    | 257    |
| 7.  | Tommaso Sala        | 236    |
| 8.  | Adrian Pertl        | 231    |
| 9.  | Pirmin Hacker       | 216    |
| 10. | Jonathan Nordbotten | 175    |

| Lp. | Zawodnik           | Punkty |
| --- | ------------------ | ------ |
| 1.  | Robin Buffet       | 136    |
| 2.  | Atle Lie McGrath   | 100    |
| 3.  | Semyel Bissig      | 86     |
| 4.  | Giovanni Franzioni | 80     |
| 4.  | Florian Loriot     | 80     |
| 6.  | Olle Sundin        | 64     |
| 7.  | Tobias Hedström    | 60     |
| 7.  | Luca Aerni         | 60     |
| 9.  | Marcus Monsen      | 55     |
| 10. | Raphael Haaser     | 50     |